# David Harbour
David Kenneth Harbour (Nueva York, 10 de abril de 1975) es un actor estadounidense que ha trabajado en cine, televisión y teatro. Ha recibido nominaciones a dos premios Primetime Emmy, un premio Tony y un Globo de Oro.
Comenzó su carrera actuando en producciones de teatro shakesperiano. Tras su debut profesional en Broadway en la reposición de The Rainmaker en 1999, fue nominado a un premio Tony por su actuación en una producción de Who's Afraid of Virginia Woolf?. Debutó en televisión en Law & Order en 1999 y tuvo papeles secundarios en películas como Brokeback Mountain (2005), Revolutionary Road (2008) y Black Mass (2015).
Harbour ganó reconocimiento mundial por su interpretación de Jim Hopper en la serie de ciencia ficción de Netflix Stranger Things (2016-presente), por la cual recibió un premio Critics' Choice Television, además de dos nominaciones a los premios Primetime Emmy. Entre sus papeles protagónicos en cine se encuentran el personaje principal en Hellboy (2019), Santa Claus en Violent Night (2022) y un expiloto en la película deportiva Gran Turismo (2023). En el Universo Cinematográfico de Marvel, Harbour ha interpretado a Red Guardian desde la película Black Widow (2021).

## Biografía
Harbour nació en White Plains (Nueva York) , hijo de Kenneth y Nancy ( de soltera Riley) Harbour, ambos profesionales del sector inmobiliario: su madre en el sector residencial y su padre en el comercial. Asistió a la escuela secundaria Byram Hills en Armonk (Nueva York), junto con los actores Sean Maher y Eyal Podell. Se graduó del Dartmouth College en Hanover (New Hampshire), en 1997,  donde se especializó en teatro e italiano y fue miembro de la fraternidad Sigma Phi Epsilon.
Cuando era joven en la ciudad de Nueva York, David Harbour frecuentaba y participaba en juegos de azar en clubes de póquer clandestinos, y da fe de que conocía personalmente al gánster en el que se basó el personaje de John Malkovich, "Teddy KGB", en la película Rounders de 1998.

## Trayectoria
De 1994 a 1997, Harbour actuó con The Theatre at Monmouth en Cumston Hall en Monmouth (Maine), donde actuó en producciones shakespearianas como La tempestad, Mucho ruido y pocas nueces, El cuento de invierno y Hamlet. Harbour comenzó a actuar profesionalmente en Broadway en 1999, en el reestreno de The Rainmaker, y debutó en televisión en el 2002 en un episodio de Law & Order: Special Victims Unit. Interpretó el papel recurrente del agente de la MI6 Roger Anderson en la serie de televisión de ABC Pan Am. En 2005, fue nominado para un premio Tony por su actuación en una producción de ¿Quién teme a Virginia Woolf?
Es conocido por su papel como el agente de la CIA Gregg Beam en Quantum of Solace, como Shep Campbell en Revolutionary Road y como la fuente de Russell Crowe en State of Play. También recibió elogios por su papel de Paul Devildis en un episodio de 2009 de Law & Order: Criminal Intent. Sus otros créditos en cine incluyen Brokeback Mountain, The Green Hornet y End of Watch. En 2013, interpretó un pequeño papel de un médico de cabecera en la serie de televisión estadounidense basada en el clásico detective Sherlock Holmes, Elementary. También ha interpretado el papel recurrente de Elliot Hirsch en The Newsroom desde 2012.
En 2014, Harbour interpretó al personaje recurrente del Dr. Reed Akley en la primera temporada de la serie dramática histórica Manhattan.  En 2015, fue elegido como el Jefe Jim Hopper en la serie de terror de ciencia ficción de Netflix Stranger Things. Por ese papel, recibió nominaciones para el Premio Primetime Emmy al Mejor Actor de Reparto en una Serie Dramática (2017 y 2018) y el Premio Globo de Oro al Mejor Actor de Reparto - Serie, Miniserie o Película para Televisión (2018). Ganó un Premio del Sindicato de Actores de Cine a la Actuación Destacada de un Conjunto en una Serie Dramática (2017) junto con el resto del elenco.
En mayo de 2017, se anunció que Harbour interpretaría al personaje de Hellboy en la película Hellboy: Rise of the Blood Queen. Recientemente interpretó a Alexei Shostakov/Guardián Rojo en la película del Universo Cinematográfico de Marvel (UCM), Black Widow (2021), y repetirá el papel en la próxima película Thunderbolts* (2025). También protagonizó la comedia de acción navideña Violent Night (2022) y la película deportiva Gran Turismo (2023), dirigida por Neill Blomkamp y basada en la serie de videojuegos de PlayStation del mismo nombre.

## Vida personal
Desde 2019, Harbour mantenía una relación con la cantante británica Lily Allen. Hicieron pública su relación en la 26° Edición de los Screen Actors Guild Award. En septiembre de 2020, Allen y Harbour se casaron en una ceremonia oficiada por un imitador de Elvis en Las Vegas. Se separaron en 2025. Actualmente, sale con la modelo Ellie Beers Fallon.  Harbour profesó varias religiones, incluyendo el catolicismo y el budismo. Es un antiguo creyente de lo paranormal.
Harbour luchó contra el alcoholismo en su pasado y ha estado sobrio desde los 24 años, tras tocar fondo al enfrentarse a la falta de vivienda, la soledad y pensamientos suicidas. Empezó a beber en la adolescencia y el hábito empeoró durante la universidad. Decidió dejar de beber tras sentirse muy solo y necesitar un nuevo rumbo en su vida, y ha declarado: «Disfruto demasiado de la consciencia ahora» como para volver a beber. A los 26 años, a Harbour le diagnosticaron trastorno bipolar.
A Harbour le gusta ver Let's Plays y speedruns de viejos videojuegos.

## Filmografía

### Cine
| Año  | Título                  | Personaje                        |
| ---- | ----------------------- | -------------------------------- |
| 2004 | Kinsey                  | Robert Kinsey                    |
| 2005 | Brokeback Mountain      | Randall Malone                   |
| 2005 | La guerra de los mundos | Estibador                        |
| 2008 | Revolutionary Road      | Shep Campbell                    |
| 2008 | 007: Quantum of Solace  | Gregg Beam                       |
| 2009 | State of Play           | PointCorp Insider                |
| 2011 | The Green Hornet        | Fiscal de distrito Frank Scanlon |
| 2012 | End of Watch            | Van Hauser                       |
| 2013 | El infiltrado           | Jay Price                        |
| 2014 | Un paseo por las tumbas | Ray                              |
| 2014 | The Equalizer           | Frank Masters                    |
| 2015 | Black Mass              | John Morris                      |
| 2016 | Escuadrón suicida       | Dexter Tolliver                  |
| 2017 | Sleepless               | Doug Dennison                    |
| 2018 | Hellboy 3               | Hellboy                          |
| 2020 | Extraction              | Gaspar                           |
| 2021 | Black Widow             | Alexei Shostakov / Red Guardian  |
| 2022 | Violent Night           | Santa Claus                      |
| 2023 | Gran Turismo            | Jack Salter                      |
| 2023 | We Have a Ghost         | Ernest                           |
| 2025 | Thunderbolts*           | Alexei Shostakov / Red Guardian  |
| 2026 | Avengers: Doomsday      | Alexei Shostakov / Red Guardian  |

### Televisión
| Año           | Título                       | Personaje                       |
| ------------- | ---------------------------- | ------------------------------- |
| 2003          | Hack                         | Christopher Clark               |
| 2004          | Law & Order: Criminal Intent | Wesley John Kenderson           |
| 2006          | The Book of Daniel           | Kevin Warwick                   |
| 2008          | Law & Order                  | Jay Carlin                      |
| 2009          | Law & Order: Criminal Intent | Paul Devildis                   |
| 2011          | Pan Am                       | Roger Anderson                  |
| 2012-2014     | The Newsroom                 | Elliott Hirsch                  |
| 2013          | Elementary                   | Dr. Mason Baldwin               |
| 2014          | Rake                         | David Potter                    |
| 2014          | Manhattan                    | Dr. Reed Akley                  |
| 2014-presente | State of Affairs             | David Patrick                   |
| 2015-2016     | Banshee                      | Robert Dalton                   |
| 2016-presente | Stranger Things              | Jim Hopper                      |
| 2024          | Creature Commandos           | Frankenstein                    |
| 2024          | What if...?                  | Alexei Shostakov / Red Guardian |

### Videojuegos
| Año  | Título            | Rol           |
| ---- | ----------------- | ------------- |
| 2024 | Alone in the Dark | Edward Carnby |

## Premios y nominaciones
| Año  | Premio                            | Categoría                                                              | Trabajo nominado                | Result   | Ref.   |
| ---- | --------------------------------- | ---------------------------------------------------------------------- | ------------------------------- | -------- | ------ |
| 2005 | Premios Tony                      | Mejor actor de reparto en una obra de teatro                           | Who's Afraid of Virginia Woolf? | Nominado | [ 26 ] |
| 2017 | Screen Actors Guild Awards        | Premio del Sindicato de Actores al mejor reparto de televisión - Drama | Stranger Things                 | Ganador  | [ 27 ] |
| 2017 | Fangoria Chainsaw Award           | Mejor actor de reparto                                                 | Stranger Things                 | Nominado | [ 28 ] |
| 2017 | Primetime Emmy Awards             | Mejor actor de reparto en una serie dramática                          | Stranger Things                 | Nominado | [ 29 ] |
| 2017 | Gold Derby Awards                 | Mejor actor de reparto de drama                                        | Stranger Things                 | Nominado |        |
| 2018 | Critics' Choice Television Awards | Mejor actor de reparto en una serie de drama                           | Stranger Things                 | Ganador  | [ 30 ] |
| 2018 | Golden Globe Awards               | Mejor actor de reparto – Series, Miniseries o Películas de televisión  | Stranger Things                 | Nominado | [ 31 ] |
| 2018 | Screen Actors Guild Awards        | Premio del sindicato de actores al mejor actor de televisión - drama   | Stranger Things                 | Nominado |        |
| 2018 | Screen Actors Guild Awards        | Premio del Sindicato de Actores al mejor reparto de televisión - Drama | Stranger Things                 | Nominado |        |
| 2018 | Primetime Emmy Awards             | Mejor actor de reparto en una serie dramática                          | Stranger Things                 | Nominado | [ 32 ] |